# Mateusz Waligóra
Mateusz Waligóra – polski podróżnik specjalizujący się w wyprawach ekstremalnych, dziennikarz, fotograf i przewodnik. Jako pierwszy człowiek w historii przeszedł samotnie i bez wsparcia z zewnątrz mongolską część Pustyni Gobi. Swoją wędrówkę rozpoczął w sierpniu 2018 roku w miejscowości Bulgan, a zakończył 15 października 2018 w miejscowości Sainshand. Pokonanie trasy liczącej 1785 km zajęło mu 58 dni. W maju 2020 roku miał rozpocząć kolejną wyprawę „Walk the Australia”, której celem było pierwsze polskie przejście blisko 3500 km z północy na południe Australii. Z przyczyn pandemii koronawirusa wyprawa została przełożona na 2021 rok. Nowy cel to wytyczenie Szlaku Wisły – pierwszego pieszego szlaku łączącego góry z morzem. Szacowana odległość jaką podróżnik chce pokonać pieszo w przeciągu miesiąca to 1200 km. 17 października podróżnik ukończył Szlak Wisły u ujścia rzeki do Bałtyku. Pokonanie odległości 1160 km zajęło 46 dni (od 2 września).
W styczniu 2023 zdobył samotnie biegun południowy, pokonując około 1200 km w 58 dni bez żadnego wsparcia z zewnątrz.

## Ważniejsze wyprawy
Źródło
- 2011/2013 – „Rowerami na krańce świata”, rowerowa wyprawa przez najdłuższe pasmo górskie na świecie – Andy, razem z żoną Agnieszką;
- 2013/2014 – „Walkabout. Canning Stock Route”, w 2013 pokonanie rowerem części trasy wspólnie z żoną Agnieszką, w 2014 samotny rowerowy trawers Canning Stock Route(inne języki);
- 2015 – „Walk the Salar”, samotne przejście Pustyni Salar de Uyuni;
- 2016 – „Whiteout na Hardangervidda”, samotna, piesza wyprawa przez norweski płaskowyż Hardagervidda;
- 2018 – „Walk the Gobi”, samotna wędrówka przez mongolską część Pustyni Gobi;
- 2020 – „Szlak Wisły”, piesza wędrówka wzdłuż rzeki Wisły, wytyczenie pierwszego pieszego szlaku łączącego góry z morzem[5];
- 2024 – „Asekol Everest Expedition”, wyprawa na szczyt Mount Everest z poziomu Oceanu Indyjskiego[9].

## Książki
- „TREK. Od marzenia do przygody. Wszystko o wędrowaniu”, Agora, Warszawa 2017 – książka zdobyła tytuł Książki Górskiej Roku w kategorii Przewodniki i poradniki górskie na Festiwalu Górskim im. Andrzeja Zawady oraz nagrodę Magellana w kategorii Poradnik podróżniczy[10];
- „Szlak Wisły. 1200 km pieszej przygody”, Neverending Stories, Warszawa 2021 – współautorem jest Dominik Szczepański